# LG G 플렉스 2
LG G 플렉스 2 (LG G Flex 2)는 LG전자가 1월 5일 미국 라스베이거스에서 열린 CES 2015에서 발표하여 1월 30일 대한민국 3개 통신사에서 동시 출시한 안드로이드 패블릿 스마트폰이다. 퀄컴 스냅드래곤 810의 발열로 인한 성능 저하와 애매한 포지션, 비싼 가격 등으로 판매량이 매우 저조하였다.

## 운영 체제 / 소프트웨어

### 안드로이드 5.0 롤리팝
안드로이드 5.0.1 롤리팝을 탑재하여 출시하였다. 여담으로 LG 역사상 가장 마지막(최초이자 유일한 64비트)으로 옵티머스 UI를 탑재한 기기이다.

### 안드로이드 5.1 롤리팝
2015년 5월 22일, 안드로이드 5.1.1 롤리팝 업그레이드가 진행되었다. 몇 가지 버그가 수정되고 전체적인 성능이 향상되었다.

### 안드로이드 6.0.1 마시멜로
2016년 6월 14일, 안드로이드 6.0.1 마시멜로 업그레이드가 진행되었다. 노크코드 제한이 6자리에서 8자리로 늘어나고 UI개선 등 기존에 비해 성능이 향상되었다.

## 특수 기능

### 셀프 힐링
후면 배터리 커버에 손상이 가해지더라도 수 분 이내에 원상복구할 수 있다. G 플렉스 2에서는 전작인 G 플렉스에 비해 회복 속도가 18배 빨라졌다.

### 고속 충전
퀵차지 2.0을 지원하며, 완전 방전 상태에서 50%까지 충전되는데 40분 밖에 걸리지 않는다.

### 글랜스 뷰
화면이 꺼져 있는 상태에서 화면에 손가락을 드래그해 내리는 동작만으로 시간, 메시지 수신 여부, 부재중 전화와 같은 주요 정보를 확인할 수 있다.

## 액세서리

### 퀵서클 케이스
케이스에 뚫려 있는 동그란 서클 윈도우를 통해 전화 수신, 발신, 문자 받기, 음악, 카메라, 시계, 헬스 케어 기능을 사용할 수 있다. 색상은 플라멩코 레드, 블래티넘 실버가 있다.

## 색상
- 플래티넘 실버
- 플라멩코 레드

## 같이 보기
- LG G3
- LG G3 Cat.6
- LG G4
- 삼성 갤럭시 라운드
- LG G 플렉스

## 경쟁 기종
- 삼성 갤럭시 노트 4
- 삼성 갤럭시 노트 엣지
- 아이폰 6
- 아이폰 6 플러스